# Lahka bataljonska bojna skupina Slovenske vojske
Lahka bataljonska bojna skupina (kratica: LBBSk) je modularna enota Slovenske vojske, ki je bila ustanovljena leta 2008 z namenom zagotoviti enoto za zavezniške vojaške operacije.

## Zgodovina
Enota je bila prvič postrojena septembra 2008 v Vojašnici Franca Rozmana Staneta (Ljubljana). Oktobra istega leta je celotna bojna skupina izvedla prvo vajo Noble Hawk.

## Sestava
- 10. motorizirani bataljon
- namensko-logistična četa, 670. poveljniško-logistični bataljon
- skupina za kontrolo prometa, 670. poveljniško-logistični bataljon
- vod za zveze, 11. bataljon za zveze
- lahki raketni vod zračne obrambe, 9. bataljon zračne obrambe
- enota za informiranje, 5. obveščevalno-izvidniški bataljon
- skupina za psihološko delovanje, 5. obveščevalno-izvidniški bataljon
- vod za RKBO, 18. bataljon za radiološko, kemično in biološko obrambo
- inženirski vod, 14. inženirski bataljon
- oddelek vojaške policije, 17. bataljon vojaške policije
- modul za civilno-vojaško sodelovanje

## Oprema in oborožitev
- 20x LKOV 6x6
- 55x KOV 8x8
- 15x LKOV 4x4
- 6x SMČ 120 mm (8x8)
- 6x PORS (4x4)